# Isaac Thelin
Isaac Kiese Thelin (Örebro, 24 de junho de 1992) é um futebolista sueco que atua como centroavante. Atualmente está sem clube.

## Carreira
Defendeu as cores do Bordeaux em Ligue 1.

## Seleção
Está na seleção sueca sub-21 desde 2014.

## Títulos
Suécia
- Campeonato Europeu Sub-21: 2015